# 수영 계영 400m 대한민국 기록 추이
수영 계영 400m 대한민국 기록 추이는 다음과 같다.

## 남자
| # | 기록        | 차이        | 선수                           | 소속      | 날짜         | 대회명                                    | 개최지        | 경기장                       | 주석 및 기타                                | 동영상 |
|   | 4분 26초 2  |             |                                | 경희대    | 1963. 06.    | 서울시 남녀중고 대항 수상 경기 대회       | 대한민국 서울 |                              | 종전 4분36초5                               |        |
|   | 4분 11초 6  | - 1.9초*    | 박소둘, 이재문, 유운겸, 박순석 | 경남 선발 | 1974. 10. 10 | 제55회 전국 체육 대회                     | 대한민국 서울 | 태릉수영장                   | [ 2 ]                                       |        |
|   | 4분 04초 28 | - 초        |                                | 해군      | 1976. 07. 17 | 제31회 전국 남녀 초중고대학별 수영 대회   | 대한민국 서울 | 서울운동장수영장             | 종전 4분 07초 0                             |        |
|   | 4분 03초 20 |             | 박소둘, 김동제, 최재현, 이재문 | 해군      | 1976. 08. 22 | 제48회 전국 남녀 학생 수영 대회           | 대한민국 서울 | 서울운동장풀                 | 종전기록: 4분 04초 80                       |        |
|   | 3분 57초 65 |             |                                | 해군      | 1980. 7. 19  | 제35회 전국남녀초중고대학및일반별수영대회 | 대한민국 서울 | 서울운동장 수영장            | 종전 기록: 4분 00초 19                      |        |
|   | 3분 56초 92 |             |                                | 해군      | 1980. 08. 10 | 제52회 동아수영대회                       | 대한민국 서울 | 서울운동장수영장             | 종전기록: 3분 57초 65                       |        |
|   | 3분 55초 02 | -           | 김방현, 강창범, 김만기, 강석인 | 해군      | 1981. 08. 30 | 제1회 아산기 쟁탈 수영 대회               | 대한민국 서울 | 잠실실내수영장               | 종전 3분 55초 07                            |        |
|   | 3분 51초 46 | - 3.56초    | 김방현, 강창범, 강석인, 최학수 | 경북      | 1981. 10. 11 | 제62회 전국체육대회 (일반부)              | 대한민국 서울 | 잠실실내수영장               | [ 7 ]                                       |        |
|   | 3분 49초 78 | - 1.68초    |                                | 한국체대  | 1983. 04. 23 | 제38회 전국 수영 대회                     | 대한민국 서울 | 잠실 수영장                  | [ 8 ]                                       |        |
|   | 3분 48초 30 | - 1.48초    | 이훈철, 백승구, 조두희, 김진명 | 한국체대  | 1983. 06. 19 | 제8회 아산기쟁탈전국수영대회              | 대한민국 서울 | 잠실수영장                   | [ 9 ]                                       |        |
|   | 3분 41초 58 | - 2.31초*   | 이훈철, 박성수...              | 상무      | 1986. 04. 18 | 제41회 전국 수영 대회                     | 대한민국 대구 | 두류 수영장                  | 종전 3분 43초 89                            |        |
|   | 3분 34초 36 | - 0.54초    |                                | 대표팀    | 1992. 04. 27 | 제3회 아시아 수영 선수권 대회             | 일본 히로시마 | 히로시마 시 종합 실내 수영장 | 3위, 종전:3분 34초 90                       |        |
|   | 3분 33초 51 | - 0.85초 ** | 지상준, 이윤안, 안진옥, 강기태 | 한국체대  | 1993. 03. 15 | 제48회 전국 수영 대회                     | 대한민국 대구 | 두류수영장                   | 종전 기록 :3.34.36 (92년 4월 히로시마 대회) |        |
|   | 3분 25초 81 |             |                                | 대표팀    | 2001. 05. 24 | 제3회 동아시아 경기 대회                  | 일본 오사카   | 오사카 수영장                | 2위                                         |        |
|   | 3분 23초 58 |             | 성민, 고윤호, 김민석, 한규철   | 대표팀    | 2002. 10. 02 | 제14회 아시안 게임                        | 대한민국 부산 | 사직 수영장                  | 3위                                         |        |
|   | 3분 22초 16 | - 1.42초    | 한규철, 성민, 임남균, 박태환   | 대표팀    | 2006. 12. 04 | 제15회 아시안 게임                        | 카타르도하    |                              | 3위                                         |        |
|   | 3분 22초 08 | - 0.08초    | 김용식, 임재엽, 김성겸, 박민규 | 한국체대  | 2009. 08. 20 | MBC배 전국수영대회                        | 대한민국 김천 |                              |                                             |        |
|   | 3분 20초 03 | - 2.05초    | 김용식, 정두희, 성민, 이현승   | 서울      | 2009.10.23   | 제90회 전국체육대회 (일반부)              | 대한민국 대전 | 대전 용운국제수영장          | [ 12 ]                                      |        |
|   | 3분 19초 02 | - 1.01초    | 김용식, 배준모, 박선관, 박태환 | 국가 대표 | 2010.11.16   | 2010년 아시안 게임                        | 중국 광저우   |                              | 3위                                         |        |

## 여자
| #         | 기록        | 차이     | 선수                           | 소속        | 날짜             | 대회명                                              | 개최지        | 경기장             | 주석 및 기타           | 동영상 |
| 수동 계시 |             |          |                                |             |                  |                                                     |               |                    |                        |        |
|           | 6분 14초 0  |          | 이화여고                       |             | 1960. 09. 09     | 제5회 남녀 종합 수상 선수권 대회                    | 대한민국 서울 | 서울운동장 야외풀  | [ 13 ]                 |        |
|           | 5분 30초 1  |          | 조남효, 전옥자, 장은기, 박계남 | 상명여고    | 1966. 06. 18(19) | 제12회 서울시 남녀 초중고대학별 대항 수영 경기 대회 | 대한민국 서울 | 서울운동장 풀      | 종전 5분 31초 6        |        |
|           | 5분 18초 3  |          | 조남효, 박계남, 이정순, 전옥자 | 상명여고    | 1966. 09. 3(4)** | 제11회 전국 남녀 수영 선수권 대회                   | 대한민국 서울 | 서울운동장 풀      | 종전 5분 28초 0        |        |
|           | 5분 02초 8  |          |                                | 상명여고    | 1970. 07. 04     | 제16회 서울시 남녀 중고대학별 수영 대회             | 대한민국 서울 |                    | 종전 5분 7초 9         |        |
|           | 6분 11초 4  |          |                                | 이화여고    | 1961. 08. 25     | 제33회 전국 남녀 학생 수상 경기 대회                | 대한민국 서울 |                    | [ 17 ]                 |        |
|           | 4분 47초 0  | - 0.9초  | 김정희, 이순자, 남상필, 이정순 | 상명여고    | 1970. 08. 09*    | 제25회 전국 남녀 초중고대학별 수영 대회             | 대한민국 서울 | 서울운동장 풀      | 종전 5분 02초 8        |        |
| 자동 계시 |             |          |                                |             |                  |                                                     |               |                    |                        |        |
|           | 4분 44초 88 | - 2.12초 |                                | 근명여상    | 1976. 07. 17     | 제31회 전국 남녀 초중고대학별 수영 대회             | 대한민국 서울 | 서울운동장수영장   | [ 19 ]                 |        |
|           | 4분 40초 04 | - 0.39초 | 남기해, 이정현, 김영희, 송영희 | 대성여중    | 1977. 06. 03     | 제6회 전국소년체육대회                              | 대한민국 서울 | 태릉수영장         | 종전 4분 41초 43       |        |
|           | 4분 34초 62 |          | 오영희, 박보경, 김현선, 김선희 | 서울        | 1978. 05. 29     | 제7회 전국소년체육대회 (여중부)                     | 대한민국 대구 | 대구 스포츠 센터   | 종전기록 : 4분 39초 18 |        |
|           | 4분 30초 40 |          | 김금희, 김선희, 이윤선, 이시은 | 상명여중    | 1979. 07. 15     | 제34회 전국 남녀 학생 종별 수영 대회                | 대한민국 서울 | 서울운동장수영장   | 종전 4분 34초 50       |        |
|           | 4분 25초 75 | - 4.65초 | 최윤정, 김선희, 이시은, 김금희 | 서울        | 1979. 10. 17     | 제8회 전국 소년 체육 대회                           | 대한민국 대전 | 대전실내수영장     | 여중부                 |        |
|           | 4분 23초 48 |          |                                | 상명여중    | 1980. 06. 29     | 제26회 서울시초중고대학및일반수영대회               | 대한민국 서울 | 서울운동장 수영장  | 종전기록: ?            |        |
|           | 4분 22초 10 |          | 최윤정, 김금희, 김선희, 김현선 | 서울        | 1980. 10. 13     | 제9회 소년체육대회                                  | 대한민국 전주 |                    | --                     |        |
|           | 4분 20초 49 |          | 김선희, 김금희, 조진아, 박보경 | 서울팀      | 1982. 10. 11 ?   | 제62회 전국 체육 대회                               | 대한민국 서울 | 잠실 실내 수영장   | --                     |        |
|           | 4분 18초 82 |          | 이시은, 한희원, 최윤정, 김금희 | 상명여고    | 1982년 8월 2일   | 제54회 동아수영대회                                 | 대한민국 서울 |                    | --                     |        |
|           | 4분 18초 22 | - 0.60초 | 최윤정, 이시은, 김정화, 김영희 | 서울팀      | 1982. 09. 19     | 제1회 대통령기 쟁탈 전국 수영 대회                  | 대한민국 서울 | 잠실실내수영장     | [ 27 ]                 |        |
|           | 4분 11초 32 |          | 이미애, 우경순, 최윤희, 김진숙 | 서울 팀     | 1985. 09. 15     | 제14회 대통령기 쟁탈 전국 수영 대회*                | 대한민국 대구 | 두류수영장         | 종전: 4분 12초 42      |        |
|           | 4분 05초 71 |          | 김진숙, 임정희, 우은영, 최윤희 | 국가 대표팀 | 1986. 07. 17     | 수영 국가 대표 기록 평가전                          | 대한민국 서울 | 태릉훈련원 수영장  | 종전: 4분 09초 60      |        |
|           | 3분 54초 89 |          |                                | 국가 대표팀 | 1996. 04. 14     | 아시아 수영 선수권 대회*                            | 태국 방콕     | 후아막 실외 수영장 | 4위. 종전: 3분 56초 81 |        |
|           | 3분 52초 28 |          |                                | 1998        |                  |                                                     |               |                    |                        |        |
|           | 3분 51초 24 |          |                                |             |                  |                                                     |               | 2001.10.12일 현재  |                        |        |
|           | 3분 44초 81 | - 6.43초 | 류윤지, 김현주, 심민지, 선소은 | 대표팀      | 2002. 10. 05     | 제14회 아시안 게임                                  | 대한민국 부산 | 사직 실내 수영장   | 3위                    |        |

## 같이 보기
- 수영 계영 400m 세계 기록 추이